# Катастрофу не дозволяю
«Катастрофу не дозволяю» — радянський художній фільм 1985 року, знятий режисером Альгімантасом Відугірісом на кіностудії «Киргизфільм».

## Сюжет
В основі сюжету — події, що відбувалися під час найжорстокішої посухи на початку 1970-х років на будівництві Токтогульської ГЕС. Введення першої черги станції ускладнилося тим, що вода, необхідна для запуску, була також необхідна пересохлим полям. Багато хто сперечався (амбіції були і особисті, і професійні) і проблему вирішили, зрештою, суто математичним способом (навіть не аграрно-інженерним): полями пустили солоні води киргизького моря, а перші турбіни направили чисті води гірської річки.

## У ролях
- Юрій Горобець — Сергій Михайлович
- Олександр Аржиловський — головний інженер
- Совєтбек Джумадилов — роль другого плану
- Дмитро Миргородський — роль другого плану
- Олена Пруднікова — роль другого плану
- Саттар Дікамбаєв — роль другого плану
- Каліча Умуралієва — роль другого плану
- Роза Табалдієва — роль другого плану
- Алі Мухаммад — Алі
- Євген Бакалов — роль другого плану
- Бекін Сейдакматов — роль другого плану
- Турсун Дайїрбеков — роль другого плану
- Сакибек Карабаєв — роль другого плану
- Токон Дайирбеков — роль другого плану

## Знімальна група
- Режисер — Альгімантас Відугіріс
- Сценарист — Альгімантас Відугіріс
- Оператор — Валерій Віленський
- Композитор — Шандор Каллош
- Художники — Актан Абдикаликов, Володимир Добровольський